# Svømning under sommer-OL 2020 – 400 m fri (herrer)
400 m fri for herrer under Sommer-OL 2020 vil finde sted den 25. juli - 26. juli 2020.

## Medaljefordeling
| Medaljetagere             | Medaljetagere                | Medaljetagere      | Medaljetagere |
| ------------------------- | ---------------------------- | ------------------ | ------------- |
| Guld                      | Sølv                         | Bronze             |               |
| Ahmed Hafnaoui · Tunesien | Jack McLoughlin · Australien | Kieran Smith · USA |               |

## Turneringsformat
Konkurrencen bliver afviklet med indledende heats og finale. Efter de indledende heats går de 8 bedste tider videre til finalen, hvor medaljerne bliver fordelt. 

## Tidsplan
Nedenstående tabel viser tidsplanen for afvikling af konkurrencen:
| Dato     | Tid | Runde  |
| -------- | --- | ------ |
| 25. juli | TBD | Heats  |
| 26. juli | TBD | Finale |

## Resultater

### Heats
| Nr. | Heat | Bane | Navn                 | Nationalitet              | Tid     | Noter |
| --- | ---- | ---- | -------------------- | ------------------------- | ------- | ----- |
| 1   | 4    | 2    | Henning Mühlleitner  | Tyskland                  | 3:43.67 | Q     |
| 2   | 4    | 3    | Felix Auböck         | Østrig                    | 3:43.91 | Q     |
| 3   | 4    | 4    | Gabriele Detti       | Italien                   | 3:44.67 | Q     |
| 4   | 5    | 4    | Elijah Winnington    | Australien                | 3:45.20 | Q     |
| 5   | 5    | 5    | Jack McLoughlin      | Australien                | 3:45.20 | Q     |
| 6   | 5    | 2    | Kieran Smith         | USA                       | 3:45.25 | Q     |
| 7   | 5    | 1    | Jake Mitchell        | USA                       | 3:45.38 | Q     |
| 8   | 4    | 8    | Ahmed Hafnaoui       | Tunesien                  | 3:45.68 | Q     |
| 9   | 3    | 5    | Antonio Djakovic     | Schweiz                   | 3:45.82 | NR    |
| 10  | 5    | 6    | Marco De Tullio      | Italien                   | 3:45.85 |       |
| 11  | 4    | 7    | Guilherme Costa      | Brasilien                 | 3:45.99 |       |
| 12  | 4    | 6    | Lukas Märtens        | Tyskland                  | 3:46.30 |       |
| 13  | 4    | 5    | Danas Rapšys         | Litauen                   | 3:46.32 |       |
| 14  | 3    | 7    | Marwan El-Kamash     | Egypten                   | 3:46.94 |       |
| 15  | 3    | 1    | Kregor Zirk          | Estland                   | 3:47.05 | NR    |
| 16  | 2    | 4    | Alfonso Mestre       | Venezuela                 | 3:47.14 |       |
| 17  | 3    | 4    | Aleksandr Yegorov    | Ruslands Olympiske Komité | 3:47.71 |       |
| 18  | 5    | 8    | Gábor Zombori        | Ungarn                    | 3:47.99 |       |
| 19  | 5    | 7    | Ji Xinjie            | Kina                      | 3:48.27 |       |
| 20  | 4    | 1    | Kieran Bird          | Storbritannien            | 3:48.55 |       |
| 21  | 3    | 3    | Henrik Christiansen  | Norge                     | 3:48.88 |       |
| 22  | 5    | 3    | Martin Malyutin      | Ruslands Olympiske Komité | 3:49.49 |       |
| 23  | 3    | 2    | Zac Reid             | New Zealand               | 3:49.85 |       |
| 24  | 2    | 3    | Martin Bau           | Slovenien                 | 3:52.56 |       |
| 25  | 2    | 2    | Joaquín Vargas       | Peru                      | 3:52.94 |       |
| 26  | 3    | 8    | Lee Ho-joon          | Sydkorea                  | 3:53.23 |       |
| 27  | 1    | 5    | Eduardo Cisternas    | Chile                     | 3:54.10 |       |
| 28  | 3    | 6    | David Aubry          | Frankrig                  | 3:55.01 |       |
| 29  | 2    | 6    | Aflah Fadlan Prawira | Indonesien                | 3:55.08 |       |
| 30  | 2    | 7    | Wesley Roberts       | Cookøerne                 | 3:55.65 |       |
| 31  | 1    | 4    | Igor Mogne           | Mozambique                | 3:56.56 |       |
| 32  | 1    | 3    | Irakli Revishvili    | Georgien                  | 3:57.49 |       |
| 33  | 2    | 5    | Welson Sim           | Malaysia                  | 3:58.25 |       |
| 34  | 2    | 8    | Alex Sobers          | Barbados                  | 3:59.14 |       |
| 35  | 2    | 1    | James Freeman        | Botswana                  | 4:03.10 |       |
| 36  | 1    | 6    | Filip Derkoski       | Nordmakedonien            | 4:03.34 |       |

### Finale
| Placering | Bane | Svømmer             | Nation     | Tid     | Noter |
| --------- | ---- | ------------------- | ---------- | ------- | ----- |
| 1         | 8    | Ahmed Hafnaoui      | Tunesien   | 3:43.36 |       |
| 2         | 2    | Jack McLoughlin     | Australien | 3:43.52 |       |
| 3         | 7    | Kieran Smith        | USA        | 3:43.94 |       |
| 4         | 4    | Henning Mühlleitner | Tyskland   | 3:44.07 |       |
| 4         | 5    | Felix Auböck        | Østrig     | 3:44.07 |       |
| 6         | 3    | Gabriele Detti      | Italien    | 3:44.88 |       |
| 7         | 6    | Elijah Winnington   | Australien | 3:45.20 |       |
| 8         | 1    | Jake Mitchell       | USA        | 3:45.39 |       |